# Memorial de Valverde
El Memorial de Valverde es un texto judicial conservado en el Archivo Histórico Nacional de España (Sección Consejos Suprimidos, Sala de Alcaldes, legajo 49.813).
Sin fecha, pero datable en abril de 1618, fue enviado por doce vecinos de la villa de Valverde de Alcalá al Consejo de Castilla.
En él se enumeran cargos contra el señor del lugar, Gonzalo Martel de los Ríos, noble de procedencia no declarada, aunque posiblemente vinculado de alguna manera a alguna de las principales casas de la aristocracia española (como los Condes de Oñate, que en el siglo XVIII, según el Catastro de Ensenada, ostentaban el señorío de la villa).
Los cargos, cometidos tanto por el señor como por sus criados, aparecen agrupados por temas, comenzando por daños físicos o pecuniarios, para acabar con otros de mayor gravedad. Unos son de comportamiento homosexual, incluyendo la pederastia (ambos entre los mayores delitos posibles en la penalística del Antiguo Régimen, al ser contra la naturaleza); otros son de expresión, incluyendo la blasfemia (delito contra el honor de Dios). A veces parece rozar la herejía y hasta la locura.
Al memorial se añade la diligencia posterior en que el Consejo de Castilla encomienda la información del caso excepto de las blasfemias a un funcionario (posiblemente de la Sala de Alcaldes), con poderes para traer presos a la Cárcel de Corte. También le previene que debe notificar al señor de Valverde que ha de salir de la villa mientras dure su comisión.
El memorial permite ver la práctica el régimen señorial, los límites de las distintas jurisdicciones, las relaciones entre señor, pueblo y clero y la mentalidad dominante que sacraliza todos los ámbitos de la vida en la España del Barroco.
Desde un punto de vista actual, no puede valorarse sin ambigüedad a un quijotesco personaje del que se cita la siguiente exclamación: ¿Qué se le da al fraile que yo sea puto, o moro, o judío? ¿Por qué no puedo yo vivir en la ley que quisiere? ¿Para qué se ha de meter conmigo?.